# Hamburgische Wissenschaftliche Stiftung
Die gemeinnützige Hamburgische Wissenschaftliche Stiftung wurde 1907 errichtet. Sie verfolgt das Ziel, die Wissenschaften und deren Pflege und Verbreitung in Hamburg zu fördern.

## Geschichte
Ende 1904 begann Werner von Melle, Hamburger Senator und Präses der Oberschulbehörde, mit dem für die Errichtung einer Hochschule in Hamburg aufgeschlossenen Bankier Max Warburg über die Gründung einer wissenschaftlichen Stiftung zu beraten. Von Melle, der seit Jahren das Ziel einer Universitätsgründung in Hamburg verfolgte, ging es darum, durch eine private Stiftung zur Förderung der Wissenschaften größere finanzielle Unabhängigkeit vom Hamburger Senat zu erlangen. Er plante, mit der Stiftung die finanzielle Grundlage einer Universität zu schaffen.
Warburg empfahl von Melle, an den Kaufmann Alfred Beit heranzutreten, der einer Hamburger Familie entstammte, im südafrikanischen Diamantengeschäft zu Reichtum gekommen war und nun als Milliardär in London lebte. Ende 1905 sagte Beit nach einem Gespräch mit von Melle zwei Millionen Mark zu. Diese Summe bildete den Kapitalgrundstock der späteren Hamburgischen Wissenschaftlichen Stiftung. Nach der Spende von Beit kamen im März 1906 als zweite Spende 250.000 Mark von der Familie Warburg. Bis zum Frühjahr 1907 überzeugten von Melle und Warburg weitere 45 Spender(gruppen) davon, sich finanziell für die geplante Stiftung zu engagieren, die dann am 12. April 1907 ins Leben trat.
Als erstes Projekt errichtete die Stiftung 1907 in Hamburg eine Stiftungsprofessur, die mit Erich Marcks besetzt wurde. Von 1908 bis 1910 finanzierte sie eine völkerkundliche Südsee-Expedition in den Bismarck-Archipel und nach Neuguinea, die vor allem dank der Unterstützung des Kuratoriumsmitgliedes Albert Ballin realisiert werden konnte. Außerdem ermöglichte sie in ihren Anfangsjahren die Berufung von 21 weiteren Professoren  (Allgemeines Vorlesungswesen) sowie die Unterstützung der in Hamburg bestehenden wissenschaftlichen Institute. Nachdem die Universität Hamburg 1919 gegründet worden war, diente und dient die Stiftung dem Zweck, allgemein die Wissenschaften und deren Pflege und Verbreitung in Hamburg zu fördern.
In der Inflation 1923 ging das mit rund 7 Millionen Mark zu Buch stehende Vermögen praktisch vollständig verloren. Auch der erneute Vermögensverlust durch die Währungsreform 1948 brachte die Arbeit der Hamburgischen Wissenschaftlichen Stiftung fast zum Erliegen. Es war vor allem Kurt Hartwig Siemers, Vorsitzender der Stiftung von 1951 bis 1988, der diese in den Nachkriegsjahren neu aufbaute.

## Gegenwart
Heute fördert die Hamburgische Wissenschaftliche Stiftung vor allem kleinere und mittlere Projekte. Voraussetzungen für eine Unterstützung sind gemäß den Förderrichtlinien ein hohes wissenschaftliches Niveau des Vorhabens und ein Bezug zu Hamburg. Dieser ergibt sich aus der Person des Antragstellers.
Seit 1970 vergibt die Stiftung den Kurt-Hartwig-Siemers-Wissenschaftspreis. Mit ihm fördert sie Wissenschaftler, die an der Universität Hamburg eine Habilitation oder eine gleichwertige Leistung erbracht haben. Der Preis ist mit 30.000 Euro dotiert und wird alle zwei Jahre vergeben. Mit dem Werner-von-Melle-Preis zeichnet die Stiftung hervorragende Dissertationen aus, die an der Universität Hamburg verfasst worden sind. Der mit 10.000 Euro dotierte Preis wird ebenfalls alle zwei Jahre ausgeschrieben, und zwar immer zu Themenfeldern, die eine besondere gesellschaftliche Relevanz aufweisen.
Anlässlich ihres 100-jährigen Jubiläums hat die Hamburgische Wissenschaftliche Stiftung 2007 die Schriftenreihe „Mäzene für Wissenschaft“ aufgelegt. Bisher sind 28 Bände erschienen: Ein Basisband mit Kurzbiographien der Stiftungsgründer, daneben weitere Lebensbilder von Eduard Lorenz Lorenz-Meyer, Hermann Mutzenbecher, Albert Ballin, Ernst Friedrich Sieveking, Franz Bach, Alfred Beit, Hermann Blohm, Gustav Amsinck, Henry P. Newman, Adolph Lewisohn, August Lattmann, Heinrich Ohlendorff, Edmund Siemers, Werner von Melle, Julius Ertel, Georg Hermann Stoltz, Eduard Friedrich Weber und Franz Rappolt sowie von Sophie und Carl Laeisz, Georg Friedrich und Adolph Vorwerk, Aby Warburg und Max Warburg, Gertrud und Oscar Troplowitz, Emma Budge und Henry Budge, Rudolph und Friederike Brach, Leo und Max Robinsohn, außerdem von Wilhelm Lippert, Eduard Lippert und Ludwig Julius Lippert. 
Geht es bei den „Mäzenen für Wissenschaft“ um die Lebensbilder der Stiftungsgründer, so porträtiert die Reihe „Wissenschaftler in Hamburg“ seit 2017 jene Personen, die an der Universität Hamburg und weit darüber hinaus gewirkt haben. Bislang sind Biographien über den Kunsthistoriker Erwin Panofsky, die Ärztin Rahel Liebeschütz-Plaut, den Philosophen Ernst Cassirer, den Mathematiker Emil Artin, den Afrikanisten Carl Meinhof, den Philologen Bruno Snell, den Kunsthistoriker Martin Warnke, die Kunsthistorikerin Gertrud Bing, den Physiker Otto Stern, den Pädagogen Wilhelm Flitner und den Geographen Carl Rathjens erschienen.